# Åtmyrsjön
Åtmyrsjön är en sjö i Vindelns kommun i Västerbotten och ingår i Umeälvens huvudavrinningsområde. Sjön har en area på 0,542 kvadratkilometer och ligger 202 meter över havet. Sjön avvattnas av vattendraget Satmyrån.

## Delavrinningsområde
Åtmyrsjön ingår i det delavrinningsområde (712627-166789) som SMHI kallar för Utloppet av Åtmyrsjön. Medelhöjden är 257 meter över havet och ytan är 6,56 kvadratkilometer. Räknas de 5 avrinningsområdena uppströms in blir den ackumulerade arean 71,21 kvadratkilometer. Satmyrån som avvattnar avrinningsområdet har biflödesordning 3, vilket innebär att vattnet flödar genom totalt 3 vattendrag innan det når havet efter 88 kilometer. Avrinningsområdet består mestadels av skog (88 procent). Avrinningsområdet har 0,54 kvadratkilometer vattenytor vilket ger det en sjöprocent på 8,2 procent.